# Taronga Zoo
Taronga Zoo is de grootste dierentuin van de Australische stad Sydney, gelegen in de voorstad Mosman. Het ligt ten noorden van de haven en is het best bereikbaar per veerpont. Vanuit de dierentuin is de stad Sydney goed zichtbaar (vooral vanuit de kabelbaan).

## Geschiedenis
Taronga Zoo opende zijn deuren voor het eerst op 7 oktober 1916. De meeste dieren werden uit het verouderde “Moore Park” overgebracht naar Taronga Zoo: 228 zoogdieren, 552 vogels en 64 reptielen. Ze werden per schepen en platte aken vervoerd. Het giraffenhuis was klaar in 1923, het aquarium in 1927, Berg Tahr in 1932 en de tijgerkuilen in 1939. Onder leiding van Edward Hallstrom werden tussen de veertiger en jaren '60 nieuwe onderkomens gebouwd voor onder andere koala's, apen, gorilla's en leeuwen. Heden ten dage wordt er ook onderzoek verricht, dieren geconserveerd en les gegeven. Er is ook een speciaal educatiecentrum. 

## Beschrijving
Taronga Zoo heeft naast een grote collectie inheemse diersoorten ook diersoorten van andere continenten. Het parkdeel voor inheemse soorten omvat onder meer een onderkomen voor vogelbekdieren, een nachtdierenhuis, de begaanbaar volière "Blue Mountains Bushwalk" met dieren uit de Blue Mountains, diverse kleinere volières, en verblijven voor kangoeroes, koala's, buidelduivels, wombats en helmkasuarissen. Een apart parkdeel richt zich op de dieren van de Zuidelijke Oceaan zoals dwergpinguïns, fjordlandkuifpinguïns en zeeberen. Nabij de uitgang naar de veerpont ligt het Zuidoost-Aziatische parkdeel met onder meer Indische olifanten, honingberen en Sumatraanse tijgers. Centraal in Taronga Zoo zijn verschillende soorten primaten ondergebracht. Een nieuw Afrikaans parkdeel is in ontwikkeling.

## Externe link

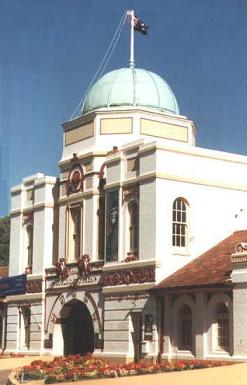
Dierentuin

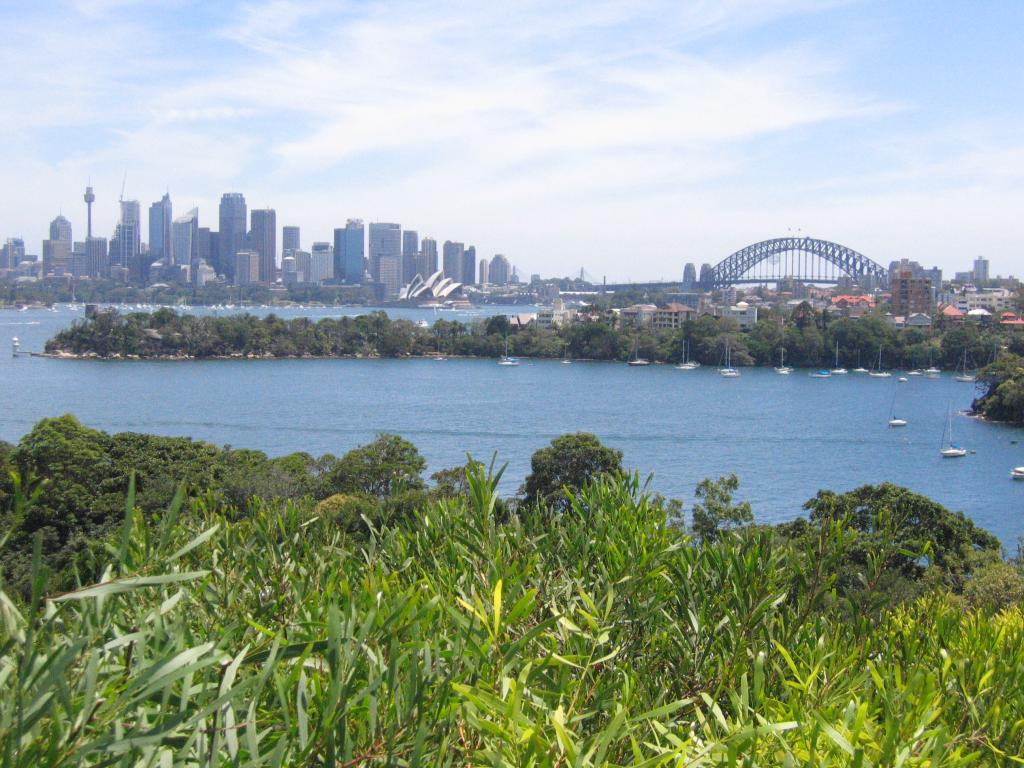
Uitzicht op Sydney